# Давка на стадионе «Эллис Парк»
Давка на стадионе «Эллис Парк» произошла 11 апреля 2001 года во время футбольного матча между командами «Орландо Пайретс» и «Кайзер Чифс» в городе Йоханнесбурге. Самая крупная в истории ЮАР давка на спортивном мероприятии, в которой погибли 43 человека.

## Трагедия
11 апреля 2001 года зрители собирались на стадионе, чтобы увидеть местное дерби между командами «Орландо Пайретс» и «Кайзер Чифс». На стадионе уже собрались порядка 60 000 болельщиков, при этом пытались попасть на стадион ещё 30 000 человек. Некоторые источники сообщают о 120 000 фанатов на арене. Когда толпа попала на трибуны, мест на всех не хватало, потому что присутствовало большое количество «безбилетников». Люди под давлением толпы вошли в пресс-зону, но толпа продвигалась дальше, в результате началась давка, в которой погибли 43 человека.
Ситуация была осложнена тем, что неподготовленная охрана пустила слезоточивый газ, чем усугубила положение, спровоцировав ещё большую давку. Когда стало очевидно, что случилось, матч был остановлен, людей вывели со стадиона, а тела были выложены для опознания и медицинской помощи, однако живых найти не удалось.

## Расследование
Окончательное расследование установило, что основной причиной трагедии стал плохой контроль на стадионе, а также подкуп персонала стадиона, который пропустил много людей без билетов.